# Machinima.com
Ne doit pas être confondu avec Machinima.

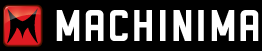
Le logo de Machinima

Machinima.com est un site internet de visionnage streaming lié au jeu vidéo appartenant à la société Warner Bros Delaware.

## Historique

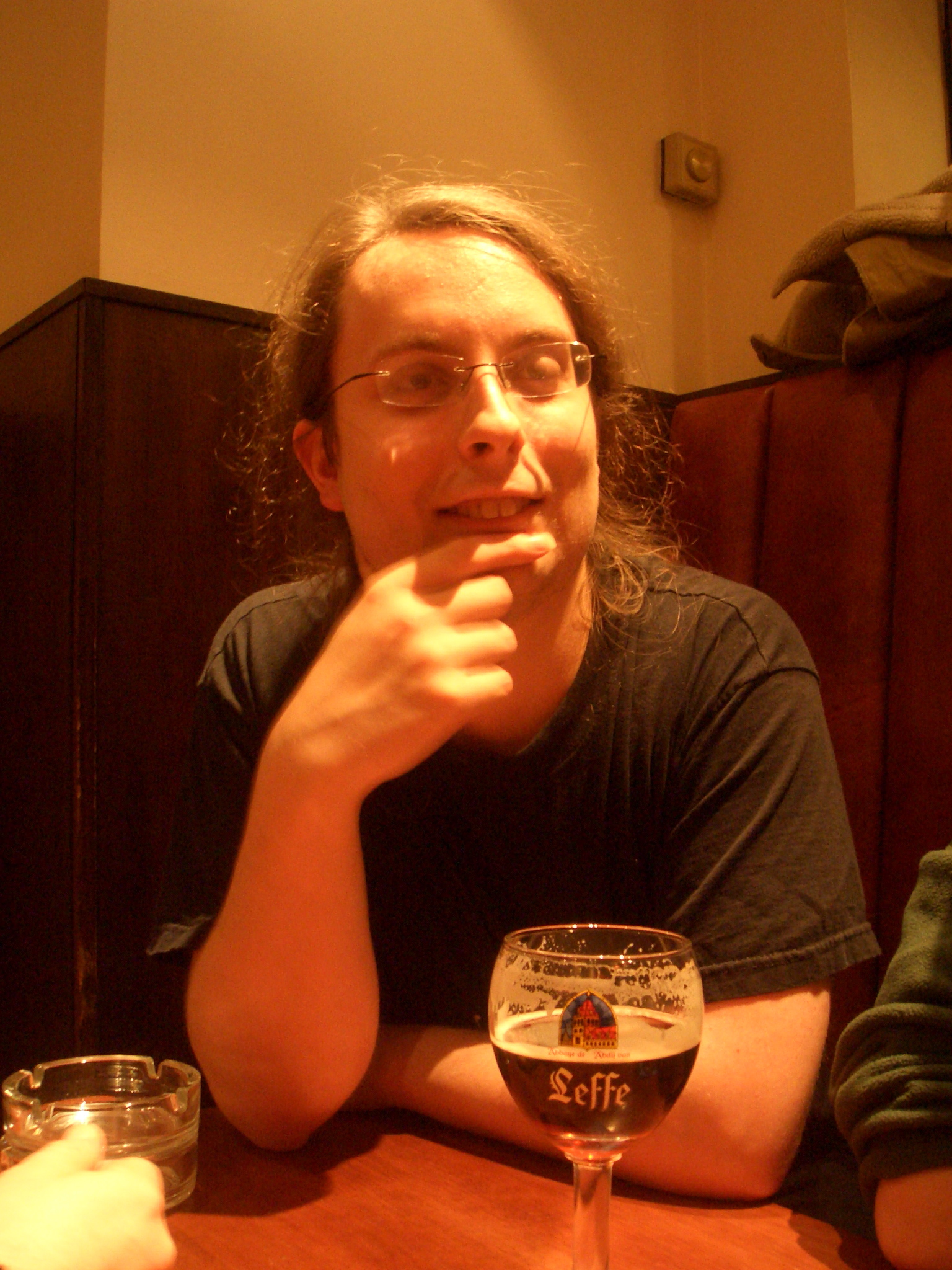
Hugh Hancock, fondateur du groupe de production de Machinima Strange Company et auteur de Machinima for Dummies (Machinima pour les nuls).

Créé par Hugh Hancock, en janvier 2000, ce site a pour but de centraliser les informations autour des machinima, l'art de créer des films à partir de l'environnement des jeux vidéo. On y trouve des articles, des interviews, des didacticiels...
Au début les internautes pouvaient mettre en partage les vidéos qu'ils avaient créées à partir de jeux comme Quake, Les Sims ou World of Warcraft. La communauté se développant le coût d'hébergement des vidéos augmenta pour le site et finalement Hugh Hancock le revendit à Allen et Philip DeBevoise qui décidèrent de porter les vidéos sur YouTube et de passer des contrats publicitaires avec les éditeurs dont les jeux vidéo étaient utilisés dans les machinima.
Devenu extrêmement populaire et visité sur internet, Machinima.com attire l'attention d'autres compagnies comme Google, qui y a investi 35 millions de dollars en 2012 mais est également critiqué pour ses contrats bloquant les droits sur les machinima,.
Le 18 janvier 2019, quasiment toutes les vidéos sur la chaîne YouTube de Machinima sont placées en privé, sans aucune annonce préalable, ce qui rend impossible leur visionnage et a créé la stupeur pour la plupart des créateurs, qui n'ont pas été prévenus. Selon plusieurs médias, ce serait la conséquence du rachat à Warner Bros Digital Network de Machinima par l'opérateur téléphonique AT&T. Ce dernier l'a cédé à une filiale appelée Otter Media,.
Le 1er février 2019 la société annonce fermer ses portes et licencier ses 81 employés.

## La société Machinima
Le siège social de Machinima, la société propriétaire de ce site, se situe en Californie à Los Angeles. Le 17 novembre 2016, Warner Bros confirme l'acquisition de Machinima au sein de sa division Warner Bros. Digital Networks,.
Machinima se veut un réseau multichaîne. La société lance et alimente différentes chaînes et émissions toujours sur YouTube sur plusieurs thèmes de divertissement (sport, jeu vidéo, actualités...). La société également repère et démarche les créateurs de vidéos les plus populaires sur YouTube.
Le 2 septembre 2015, la Commission fédérale du commerce poursuit en justice Machinima, pour avoir rémunéré des "influenceurs" sur YouTube afin qu'ils parlent positivement de la console Xbox One de Microsoft, sans que ces contenus n'indiquent clairement leur nature publicitaire.